# Апатиты III
Апатиты III — недействующая железнодорожная станция в Апатитах. Одна из шести станций, расположенных в городской черте города Апатиты (другие Верхняя, Нижняя, 1268 км, Апатиты I и Апатиты II).

## История
Открыта в 1939 году, вместе со станциями Титан и Кировск-Мурманский.
Здесь останавливались электрички для жителей посёлка городского типа Молодёжный, так как проезжей автомобильной дороги с Апатитов до Кировска не было.
Была закрыта в 1996 году, вместе с железнодорожной станцией в Кировске. Два боковых пути станции были демонтированы. Остались только небольшая ветка, ведущая к зданию ЭЧ-10, и подъездной путь на закрытую ныне городскую торгово-закупочную базу.

## О станции
С 1996 года станция не обслуживает перевозок. Не останавливаясь, проезжают поезда со станции Титан, загруженные апатитом.